# Iaroslav III de Vladimir
Pour les articles homonymes, voir Iaroslav.
Iaroslav III de Vladimir fut grand-prince de Vladimir de 1263 à 1271
Fils de Iaroslav II de Vladimir, il est né entre 1225 et 1228. Prince de Tver de 1247 à 1252, il est le fondateur de la lignée des princes de cette ville. 
Il devient ensuite prince de Pskov (1252-1255), puis de Novgorod en 1255, 1263 et 1264. Il est nommé grand-prince de Vladimir en 1263 et meurt le 16 septembre 1271.
De sa seconde union avec Xénia, fille du prince Iouri de Novgorod, il a un fils : Michel III de Vladimir, grand-prince de Vladimir et père des grands-princes Dimitri II de Vladimir et Alexandre II de Vladimir.